# Biathlon al V Festival olimpico invernale della gioventù europea
Le gare di biathlon al V Festival olimpico invernale della gioventù europea si sono svolte dall'11 al 15 maggio 2001 a Vuokatti, in Finlandia.
Sono state disputate due gare maschili, due gare femminili e una mista, per un totale di 5 gare.

## Podi

### Ragazzi
| Evento      | Oro                   | Argento         | Bronzo         |
| Sprint      | Alexandre Koudriachev | Andrei Nikolaev | Robert Wick    |
| Individuale | Tobias Strohm         | Ondrej Moravec  | Henri Leinonen |

### Ragazze
| Evento      | Oro             | Argento         | Bronzo          |
| Sprint      | Sabine Hocheder | Kathleen Lindau | Mervi Markkanen |
| Individuale | Kathleen Lindau | Maria Kosinova  | Maija Hietamies |

### Gare miste
| Evento    | Oro    | Argento   | Bronzo   |
| Staffetta | Russia | Rep. Ceca | Germania |